# Apela divisa
Apela divisa är en fjärilsart som beskrevs av Walker 1855. Apela divisa ingår i släktet Apela och familjen tandspinnare. Inga underarter finns listade i Catalogue of Life.